# 童子切

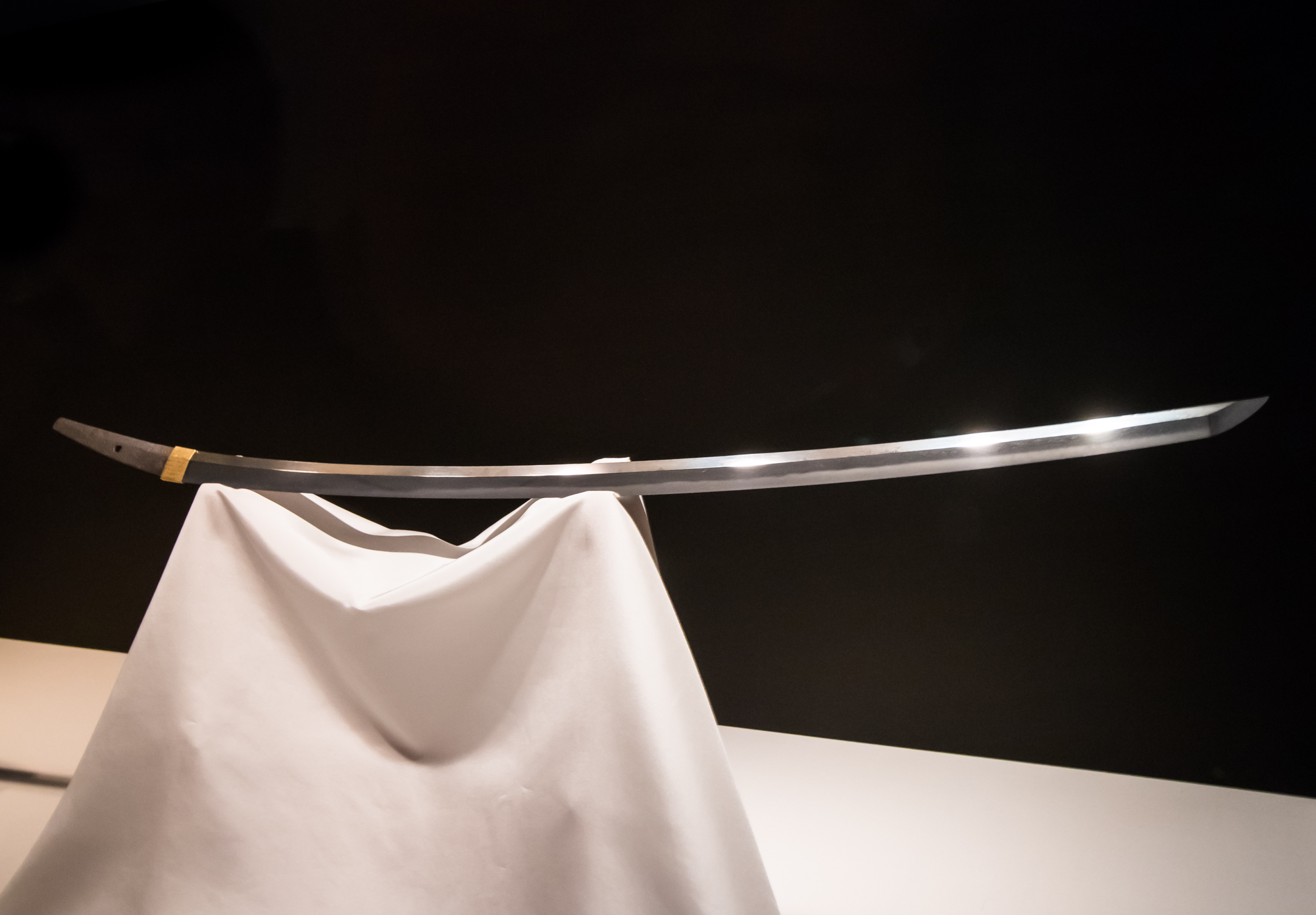
童子切刀身

童子切（平假名：どうじぎり）有名的日本刀，被指定为日本国宝。曾作為室町幕府將軍的傳家珍藏，之後又相繼傳承至豐臣秀吉、德川家康之手，復傳至德川秀忠時作為其女勝姬之陪嫁，由津山藩的越前松平家世代相傳。这把刀的名字经常与其制作者的名字连在一起，被称做童子切安纲（どうじぎりやすつな）。童子切是所谓的天下五剑（五把著名的日本刀的合称）之一，现藏于东京国立博物馆。

## 名字由来
据传说，在一条天皇统治时期，属于源氏家族的武士源赖光用这把刀斩杀了丹波国大江山的食人妖怪酒吞童子。这个传说就是“酒吞童子退治”。这是个有名的故事，太刀“童子切”的名字的由此而得。

## 外观
童子切是一把太刀。刃长79.9cm，弯曲度（反り）2.7cm，刀铭为“安纲”。

## 軼聞
一般认为童子切是平安时代的刀工大原安纲所制造。关于此刀的锋利度，据说在江户时代曾有人用人体做过实验。他们把6个被处死的罪犯的尸体堆起来，用童子切向下斩；结果刀不仅切断了六具尸体，而且刀刃都碰到地面了。不过这只是个可怕的传言而已。
1. ↑  小和田泰経 & 2015-6，第26頁.
2. ↑  本間, 順治; 佐藤, 貫一, , 大塚巧藝社: 106, 1966